# Donsol
Donsol ist eine philippinische Stadtgemeinde in der Provinz Sorsogon im südöstlichen Teil der Insel Luzon. Sie hat 49.711 Einwohner (Zensus 1. August 2015), die in 51 Barangays lebten. Donsol gehört zur dritten Einkommensklasse der Gemeinden auf den Philippinen. Die Gemeinde liegt ca. 45 km südwestlich der Provinzhauptstadt Sorsogon City am Eingang des Burias-Kanals. Ihre Nachbargemeinden sind Pilar im Osten und die Gemeinden in der Provinz Albay im Norden und Nordwesten. 

## Baranggays
| - Alin - Awai - Banban - Bandi - Banuang Gurang - Baras - Bayawas - Bororan Barangay 1 (Pob.) - Cabugao - Central Barangay 2 (Pob.) - Cristo - Dancalan - De Vera - Gimagaan - Girawan - Gogon - Gura | - Juan Adre - Lourdes - Mabini - Malapoc - Malinao - Market Site Barangay 3 (Pob.) - New Maguisa - Ogod (Crossing) - Old Maguisa - Orange - Pangpang - Parina - Pawala - Pinamanaan - Poso Pob. (Barangay 5) - Punta Waling-Waling Pob. (Bar) - Rawis (Poblacion Brgy) | - San Antonio - San Isidro - San Jose - San Rafael - San Ramon - San Vicente - Santa Cruz - Sevilla - Sibago - Suguian - Tagbac - Tinanogan - Tongdol - Tres Marias (Poblacion Brgy) - Tuba - Tupas - Vinisitahan |